# Provency
 Provency  es una comuna y población de Francia, en la región de Borgoña, departamento de Yonne, en el distrito de Avallon y cantón de L'Isle-sur-Serein.
Está integrada en la Communauté de communes de l'Avallonnais .

## Demografía
| 251 | 242 | 211 | 228 | 216 | 227 |
| Para los censos de 1962 a 1999 la población legal corresponde a la población sin duplicidades (Fuente: INSEE [Consultar]) |     |     |     |     |     |